# Sénat de Géorgie
Capitole de l'État de Géorgie, Atlanta
Le Sénat de l'État de Géorgie (en anglais : Georgia Senate) est la chambre haute de l'Assemblée générale de Géorgie, l'organe législatif de l'État américain de Géorgie.

## Système électoral
Selon la constitution de l’État de 1983, le Sénat est composé de 56 sièges pourvus pour deux ans au scrutin uninominal majoritaire à deux tours dans autant de circonscriptions.
Les candidats doivent être âgés d'au moins 25 ans, citoyen des États-Unis, et résident de la Géorgie depuis deux ans et dans leur district sénatorial depuis au moins un an.

## Siège
La législature de Géorgie siège au Capitole situé à Atlanta.

## Présidence
Le lieutenant-gouverneur de l'État préside de droit le Sénat, mais il ne peut voter qu'en cas d'égalité des suffrages. Cette fonction est exercée par le républicain Geoff Duncan depuis 2019.
Un président pro tempore est élu et dirige réellement le Sénat, il s'agit de Butch Miller depuis 2018.